# Welcome Home (film, 1935)
Pour les articles homonymes, voir Welcome Home.
Pour plus de détails, voir Fiche technique et Distribution.
Welcome Home (littéralement, Bienvenue à la maison) est un film américain réalisé par James Tinling, sorti en 1935.

## Synopsis
La chambre de commerce d'Elmdale est pratiquement en faillite. Une décision est prise de dépenser ce qui reste du budget pour une réunion qui, espérons-le, incitera l'un des hommes les plus riches d'Amérique, Andrew Anstruther (Charles Sellon), à retourner sur son lieu de naissance et à y construire une nouvelle usine.
Les escrocs en ont vent. Richard « Dickie » Foster (James Dunn) est le cerveau d'un quatuor d'escrocs qui comprend « Giltedge » (Raymond Walburn), un faux vendeur d'obligations ; « Painless » (William Frawley), un faux dentiste qui vole des dents en or ; et « Magnifique » (Rosina Lawrence), la petite amie de Dickie. Ils ont déjà abusé la ville pour 10 000 $ de fausses obligations.
Anstruther se lie avec Dickie, mais Giltedge escroque le millionnaire de 36 000 $ pour des obligations sans valeur. Dickie parie sur un cheval pour le bien de Susan (Rosina Lawrence) pour récupérer l'argent, mais le cheval perd. Les escrocs sont accusés de meurtre après la disparition d'Anstruther, mais celui-ci arrive juste à temps pour se porter garant de Dickie en tant qu'ami. Après avoir appris que Susan a un petit ami, Dickie retourne dans les bras de Gorgeous (Arline Judge), qui lui dit : « Bienvenue à la maison. »

## Fiche technique
- Titre : Welcome Home
- Réalisation : James Tinling
- Scénario : Arthur T. Horman, Marion Orth (en) et Paul Girard Smith
- Photographie : Arthur C. Miller
- Montage :
- Musique :
- Direction artistique :
- Décors :
- Costumes : William Lambert
- Producteur : Buddy DeSylva
- Société de production : Fox Film Corporation
- Société de distribution : Fox Film Corporation
- Pays d'origine :  États-Unis
- Langue : Anglais américain
- Format : Noir et blanc — 35 mm — 1,37:1 — Son : Mono (Western Electric Noiseless Recording)
- Genre : Comédie, Film policier, Comédie policière
- Durée : 73 minutes
- Dates de sortie : 
  -  États-Unis : 9 août 1935

## Distribution
- James Dunn : Richard Foster
- Arline Judge : Gorgeous
- Raymond Walburn : Giltedge
- Rosina Lawrence : Susan Adams
- William Frawley : Painless
- Charles Sellon : Andrew Anstruther
- Charles Ray : Andrew Carr
- Frank Melton : Willis Parker
- George Meeker : Edward Adams
- James Burke : Michael Shaughnessy
- Arthur Hoyt : Titwillow
- David O'Brien (en) : Stanley Phillips
- Spencer Charters : Constable Mulhausen
- Harry Holman : Flink
- Sarah Edwards : Mme Edwards
- Mamie Stark : pianiste
- Florence Gill : chanteuse
- George Chandler : berbère